# 壁男
『壁男』（かべおとこ）は、諸星大二郎による日本の漫画作品。『COMICアレ!』（マガジンハウス）にて全3回が掲載された。

## あらすじ
PART1（『COMICアレ!』1995年11月号）
とあるアパートの壁に“壁男”が棲んでいた。壁男はアパートの住人の生活を見ながら次第に自己を認識し、老朽化したアパートが壊された後も別の建物の壁において自身と同じ壁男と出会うなどしていたが、ある時、壁に無神経にダーツの矢を突き出す男に苛立った彼は“ある行動”を取る。
PART2（『COMICアレ!』1996年2月号）
PART1の事件により壁男の存在を知った仁科は、自身の部屋に鈴を設置するなどして壁男との接触を試みるが、仁科の彼女とその友人達は、彼の最期と“壁男”の実在という真実に直面する。
PART3（『COMICアレ!』1996年9月号）
仁科の最期と壁男の存在に触れた佐々木は、友人の女性が壁男の仲間になった事を本人からの手紙で知る。彼女は自身を引き込んだ壁男（PART1とPART2で人間社会に接触した者）を“カベオ”と呼び、壁男の世界で暮らしながらも佐々木に接触してくるが、時を同じくして、壁男の存在がワイドショーや特番などでも大々的に扱われるようになり、やがて変容しつつある壁男の世界は人間社会にも影響を及ぼす。

## 単行本
いずれも著者の別作品『夢の木の下で』『遠い国から』『鰯の埋葬』と共に収録されている。
- 『夢の木の下で』（MAG COMICS、マガジンハウス刊、1998年7月発売、ISBN 978-4838709700）
- 『壁男』（双葉文庫名作シリーズ、双葉社刊、2007年9月18日、ISBN 978-4575726428）

## 映画
上述の漫画を原作とし、『壁男』 (英題：The Wall Man) の題で2007年に公開された日本映画。
ほぼ全編が北海道の札幌市で撮影され、スタッフもその殆どが北海道にゆかりがある「地方発」映画。キャッチ・コピーは「その壁に、何かいる。」

### あらすじ（映画）
テレビ局でレポーターをつとめる響子のもとに視聴者から「壁男の噂、知っていますか?」という葉書が届く。壁の中には人間でも妖怪でもない「壁男」というものが住んでいるという噂。これをきっかけに響子の担当する番組で壁男の追求が始まり、次第にこの噂は社会現象の様相を呈していく。響子自身は「単なるテレビネタ」として取り扱っていたが、恋人の仁科は異常な程興味を持ち、壁男とのコミュニケーションを試みるが…。

### キャスト
- 仁科光：堺雅人
- 金澤響子：小野真弓

### スタッフ
- 原作：諸星大二郎
- 脚本・監督：早川渉
- プロデューサー：早川渉、波多野ゆかり、稲田秀樹
- 撮影：國松正義
- 照明：小園善夫
- TD・編集：笹崎寛幸
- 録音：秋元大輔
- 効果・整音：横山達夫
- 音楽：阿部一貴
- 美術：高田久男

### 「北海道発」映画
この映画の製作発案者は監督の早川渉である。名古屋市出身ではあるが、大学時代以降札幌市に在住している。このため自分の「ホームタウン」は札幌であるとし、本当の意味で「北海道発」の映画を作ることを意識し、制作スタッフ・主演以外のキャスト・技術者などをすべて北海道にゆかりのある人物を起用している（但し、劇場公開用の35mmフィルムを現像する現像所は北海道に存在しないため、HDデータ（後述）のフィルム化は東京の東映ラボ・テックが担当している）。

### HD制作
制作過程には全てHD（ハイディフィニション=ハイビジョン）を使用している（劇中劇のテレビ画面の映像を除く）。使用したカメラはパナソニック製のVARICAM(AJ-HDC27F)。通常このカメラでの収録はDVCPRO HDのカセットテープで行われるが、この作品では仕上がりの品質向上のために「10bit非圧縮収録」を行い、編集など全ての工程を非圧縮のまま仕上げている。また「人間の視点に極めて近く」という点にも拘り、HDTV用のレンズではなく35mmフィルム用のレンズを使用している。

### 映画祭への出品
- 第19回東京国際映画祭「日本映画・ある視点」 公式出品
- 第8回光州国際映画祭 公式出品
- 第9回バルセロナアジア映画祭 公式出品

### 仕様
- 映画（公開時）：35mmフィルム、カラー、ビスタサイズ、ステレオ
- DVD：ポニーキャニオン（2008.3.19発売） カラー 16:9 ドルビーステレオ 本編／メイキング／舞台挨拶映像など